# Саласпілс (станція)
Саласпілс (латис. Salaspils) — залізнична станція на лінії Рига—Даугавпілс (електрифікована дільниця Рига — Айзкраукле), розташована у місті Саласпілс Саласпільського краю. Відстань до Риги — 18 км, до Даугавпілса — 199 км.
Через станцію курсують і зупиняються поїзди у напрямках Огре, Лієлварде, Айзкраукле, Крустпілс, Даугавпілс, Резекне, Зілупе, Гулбене та Мадона. На станції два перони, шість колій загальною довжиною 6197 м і 23 стрілочні переводи. Забезпечується вантажна навантажувально-розвантажувальна робота. На станції працює квиткова каса.
У 1861 році відкрито рух поїздів на лінії Рига — Даугавпілс. Тоді найближчою зупинкою після Риги була станція Куртенгоф (нім. Kurtenhof), яку в 1919 році перейменували на Стопіні, а з 1925 року вона отримала сучасну назву — Саласпілс.